# Cynophalla retusa
Cynophalla retusa är en kaprisväxtart som först beskrevs av August Heinrich Rudolf Grisebach, och fick sitt nu gällande namn av Cornejo och Iltis. Cynophalla retusa ingår i släktet Cynophalla, och familjen kaprisväxter. Inga underarter finns listade i Catalogue of Life.